# Transatlantický let

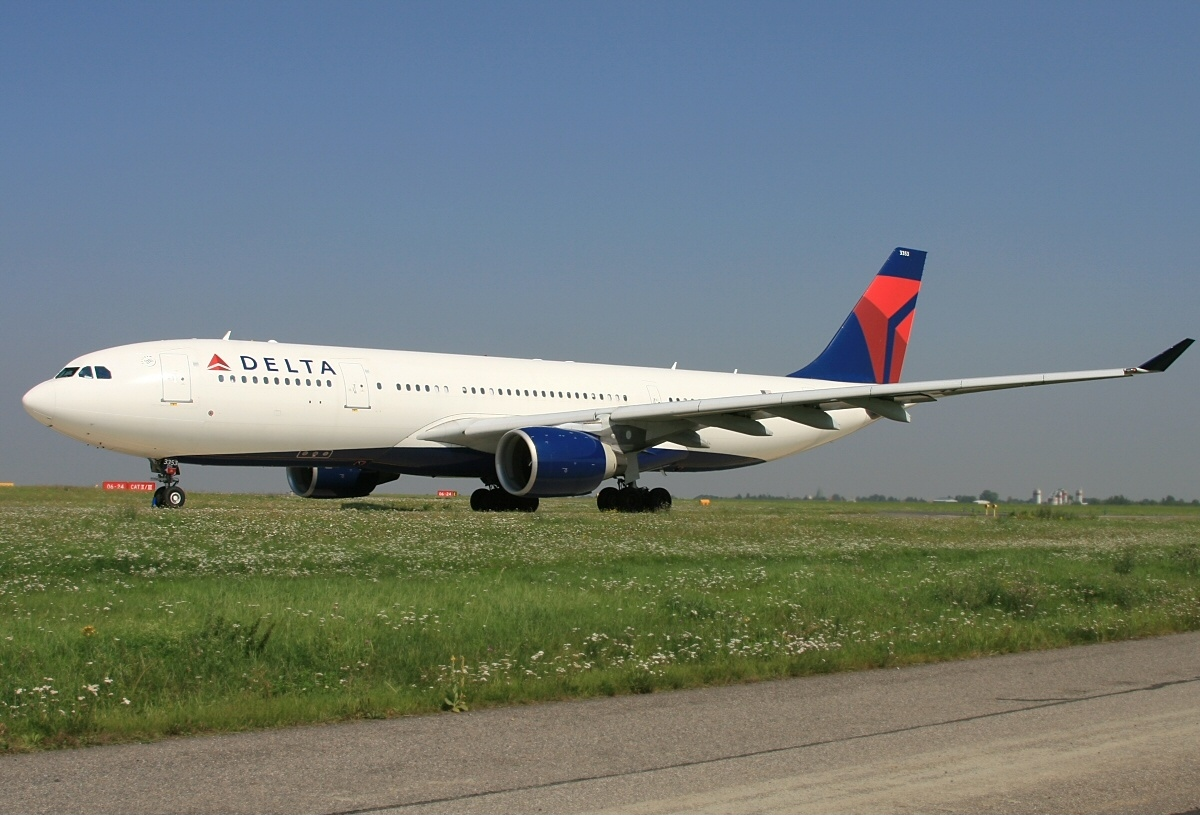
Airbus A330-300 společnosti Delta Air Lines v Praze

Transatlantický let je let letadla přes Atlantský oceán z Evropy, Afriky, Blízkého východu, do Severní, Střední či Jižní Ameriky. Transatlantické lety jsou běžné od poloviny 20. století po dostatečném pokroku v letectví.

## Historie a prvenství

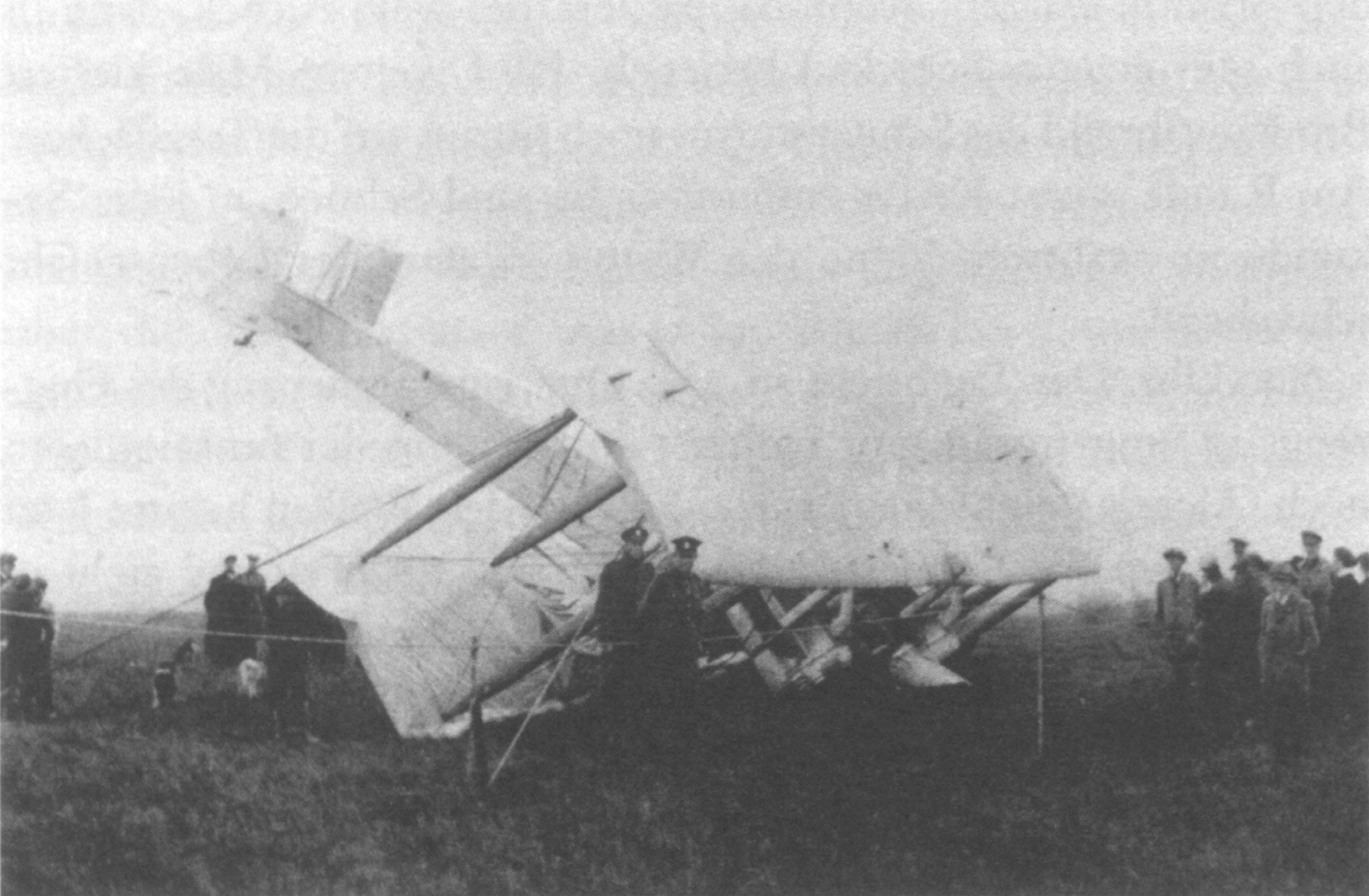
Havarovaný Vickers Vimy Alcocka a Browna (1919).

První přelet Atlantiku uskutečnil v květnu 1919 Albert Read v hydroplánu Curtiss NC-4 amerického námořnictva. Let na vzdálenost 7 284 km z Rockaway ve státu New York do jihoanglického Plymouthu se zastávkami v Trepassey (Newfoundland), Faial a Ponta Delgada (Azory) a Lisabonu trval 23 dní. První přelet severního Atlantiku bez mezipřistání provedli Britové John William Alcock a Arthur Whitten Brown následující měsíc mezi kanadským ostrovem Newfoundland a irským Clifdenem v upraveném bombardéru Vickers Vimy. Let dlouhý 3 630 km trval 16 hodin a 27 minutu a skončil nouzovým přistáním. Pouze o 2 týdny později následoval zpáteční přelet oceánu první vzducholodí R 34 ze skotského East Fortune do Mineoly v New Yorku pod velením majora Herberta Scotta. Její let trval 108 hodin a 12 minut. Při přistání jí zbývalo palivo už jen na několik málo hodin letu. Zpáteční cestu díky příznivému větru zvládla za 75 hodin. Nejrychlejší parníky té doby potřebovaly k přeplutí Atlantiku čtyři dny.

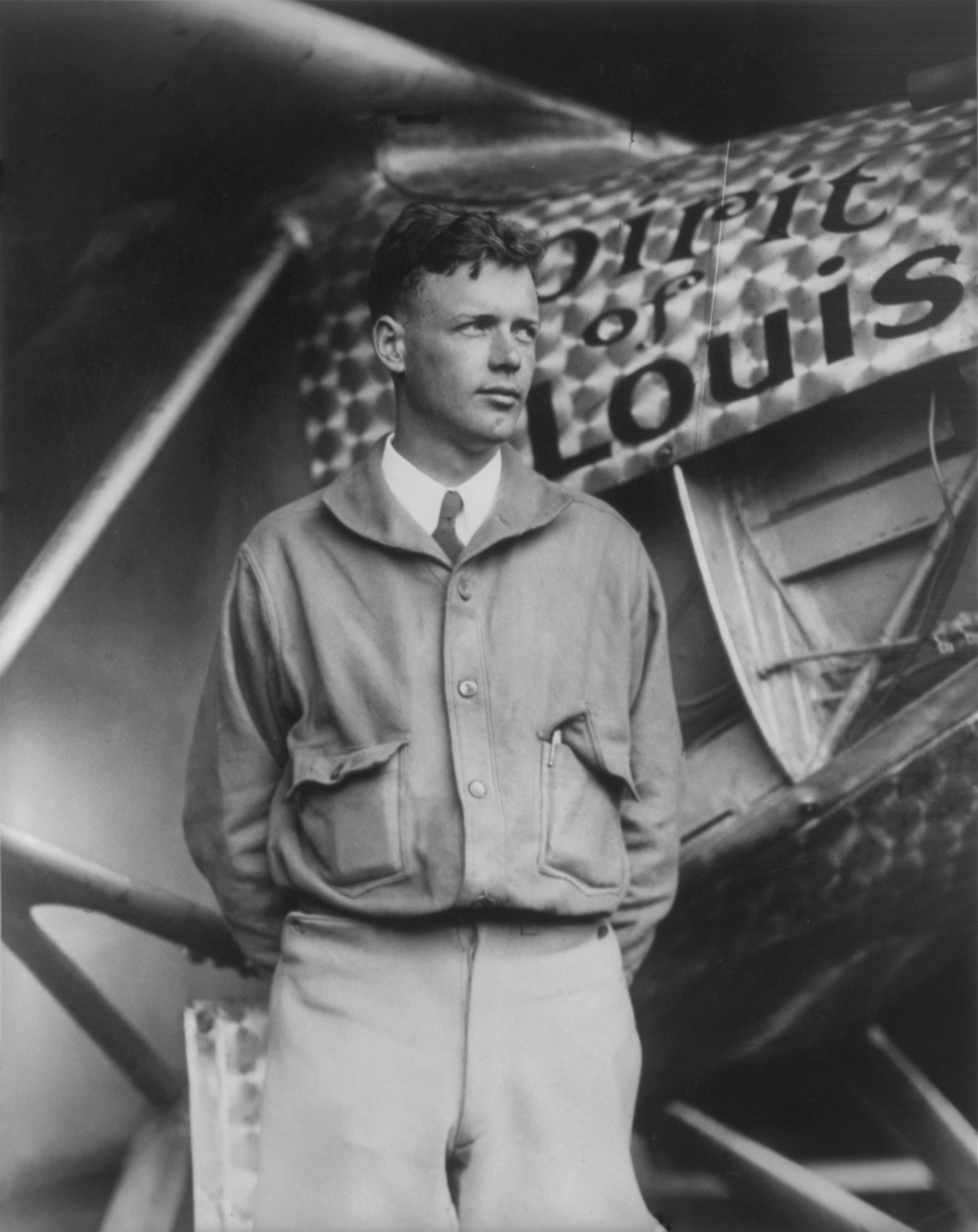
Charles Lindbergh a jeho letadlo Spirit of St. Louis.

První přelet jižního Atlantiku uskutečnili portugalští letci Gago Coutinho a Sacadura Cabral v roce 1922 ve dvouplošnících Fairey III. Přelet provedený na etapy mezi portugalským Lisabonem a brazilským Rio de Janeirem trval téměř dva měsíce. Jiná portugalská posádka (Sarmento de Beires, Jorge de Castilho a Manuel Gouveia) dosáhla o pět let později prvního nočního přeletu 16. dubna 1927 z ostrovů Bijagós v Portugalské Guineji do brazilského Fernando de Noronha. K přeletu použili létající člun Dornier Wal.
Celosvětovou popularitu získal Charles Lindbergh, který jako první člověk sám nonstop letem překonal Atlantik a to mezi severoamerickým a evropským kontinentem. Se svým jednomotorovým strojem Spirit of St. Louis vzlétl z Rooseveltova letiště na Long Islandu 20. května 1927 a za 33,5 hodin přistál na pařížském letišti Le Bourget (jeho vnuk Erik Lindbergh zopakoval tento let o 75 let později v roce 2002 v čase 17 hodin a 17 minut). Francouzský prezident Lindberghovi udělil Řád čestné legie. Při zpáteční cestě do Spojených států jej doprovázela celá flotila válečných lodí a letadel až do Washingtonu, kde převzal od prezidenta Calvina Coolidge vyznamenání Záslužný letecký kříž. 21. března 1929 byl za svůj přelet Atlantiku vyznamenán nejvyšším armádním vyznamenáním USA – Medailí cti. Lindbergh svým letem také vyhrál Orteigovu cenu – 25 000 dolarů – vypsanou v roce 1919 a měla být vyplacena prvnímu letci, který nonstop letem přeletí Atlantský oceán z New Yorku do Paříže nebo obráceným směrem.
První úspěšný nonstop let východozápadním směrem uskutečnila trojčlenná posádka letadla Bremen typu Junkers W33 v noci z 12 na 13. dubna 1928 z letiště Baldonnel v Irsku a přistáli u kanadského ostrůvku Greenly, ležícího v průlivu Belle Isle u hranic Quebecu a Labradoru.
V říjnu 1928 zahájila DELAG se vzducholodí LZ 127 Graf Zeppelin pravidelné komerční transatlantické lety (Friedrichshafen – Lakehurst, New Jersey, později Frankfurt nad Mohanem – Lakehurst). V létě 1931 zahájila DELAG provoz jihoatlantských letů do Rio de Janeira.
První ženou přeletivší Atlantský oceán a zároveň první osobou, která samostatně přeletěla z Anglie do severní Ameriky, byla Beryl Markhamová v roce 1936.
10. srpna 1938 uskutečnila německá Lufthansa 25 hodin trvající nonstop let z Berlína do New Yorku v prototypu letadla Focke-Wulf Fw 200. Zpáteční let trval necelých 20 hodin. Lufthansa plánovala zavést pravidelné lety, ale k tomu nedošlo z důvodu vypuknutí druhé světové války.
První přelet Atlantiku vrtulníkem uskutečnil Dick Smith v srpnu 1982 ve stroji Bell Jetranger III.

## Statistiky
V roce 2015 bylo na transatlantických letech celkem k dispozici přibližně 44 milionů sedadel, což bylo o 6 % více než minulý rok. Nejvíce transatlantických letů vzlétalo z Evropy z londýnského letiště Heathrow (kapacita 231 532 lidí týdně), dále z pařížského letiště Charlese de Gaulla (kapacita 129 831 lidí týdně). Z Ameriky byla největší sedadlová kapacita týdně z newyorského letiště JFK (198 442 sedadel), poté z kanadského Pearsonova letiště v Torontu (90 982 sedadel).
Největší kapacitu sedadel na transatlantických letech poskytovaly v roce 2015 následující aerolinky – nejvíce Delta Air Lines (5,33 milionů), British Airways (4,85 milionů) a United Airlines (4,78 milionů).
Ve stejném roce byl nejčastější typ letounu na transatlantických linkách Airbus A330 (26 %), Boeing 777 (20 %) a Boeing 767 (19 %).

## Transatlantické lety z Česka
Naprostá většina transatlantických letů z Česka se v historii a v současnosti létá z největšího českého Letiště Václava Havla Praha.

### Historické
| Letecká společnost       | Původ          | Destinace              | Zahájení–ukončení                 | Typ letounu                                      | Poznámky                                                      |
| ------------------------ | -------------- | ---------------------- | --------------------------------- | ------------------------------------------------ | ------------------------------------------------------------- |
| Air Canada               | Kanada         | Montréal               | 1970–1977                         | Douglas DC-8                                     |                                                               |
| Air Transat              | Kanada         | Toronto                | ?–2018                            | Airbus A310/A330                                 |                                                               |
| Cubana de Aviación       | Kuba           | Havana                 | 1961–?                            | Bristol Britannia                                |                                                               |
| Československé aerolinie | Československo | Havana                 | 1962–?                            | Bristol Britannia                                | První transatlantická linka z Česka, letoun koupený od Cubana |
| Československé aerolinie | Československo | Montréal, New York–JFK | 1970–?                            | Iljušin Il-62                                    |                                                               |
| Československé aerolinie | Československo | Havana, Mexico City    | 1990–?                            | Iljušin Il-62                                    |                                                               |
| České aerolinie          | Česko          | Toronto                | ?–2007                            | Airbus A310                                      |                                                               |
| České aerolinie          | Česko          | Montréal               | ?–2008                            | Airbus A310                                      |                                                               |
| České aerolinie          | Česko          | New York–Newark        | 2003–2009                         | Airbus A310                                      |                                                               |
| Delta Air Lines          | USA            | Atlanta                | 2007–2011                         | Boeing 767-300ER                                 | Linka ukončena kvůli malé poptávce.                           |
| Pan American             | USA            | New York–JFK           | 1945–1948, 60. léta 20. století–? | Lockheed Constellation, Douglas DC-8, Boeing 727 |                                                               |

### Současné
K roku 2020 fungují z Česka následující pravidelné transatlantické lety.
| Letecká společnost | Původ  | Destinace    | Zahájení       | Typ letounu             | Typ linky                |
| ------------------ | ------ | ------------ | -------------- | ----------------------- | ------------------------ |
| Air Canada Rouge   | Kanada | Toronto      | 2016           | Boeing 767              | Sezónní pravidelná linka |
| Air Transat        | Kanada | Montréal     | 2014           | Airbus A310 Airbus A330 | Sezónní pravidelná linka |
| American Airlines  | USA    | Filadelfie   | 9. květen 2018 | Boeing 767              | Sezónní pravidelná linka |
| American Airlines  | USA    | Filadelfie   | 8. květen 2020 |                         | Sezónní pravidelná linka |
| Delta Air Lines    | USA    | New York–JFK | ?              | Boeing 767 Airbus A330  | Sezónní pravidelná linka |